# F2FS
F2FS（英語：Flash-Friendly File System）是一種快閃記憶體檔案系統，主要由金載極（韓語：김재극）在三星集团研發，适合Linux内核使用。
此檔案系統起初是為了NAND闪存的存储设备設計（诸如固态硬盘、eMMC和SD卡），这些设备广泛存在于自移动设备至服务器领域。
三星應用了日誌結構檔案系統的概念，使它更適合用於儲存設備。

## 特性
- 多头日志（Multi-head logging）
- 对目录项的多层哈希表
- 静态/动态冷热数据分离
- 自适应记录方案
- 可配置操作单元
- 双检查点
- 回滚和前滚恢复
- Heap-style块分配
- TRIM/FITRIM支持[4]
- 联机的文件系统/文件碎片整理[5]
- 内联xattrs[6]/数据[7]/目录[8]
- 脱机文件系统检查（英语：Fsck）（检查和修复不一致）[9])
- 线性一致性[10]
- 文件系统级加密[11]
- 脱机调整大小[12]
- 内部定期数据刷新[13]
- 范围缓存[14]

## 设计

### 磁盘上布局
F2FS将整个卷分成多个段（segment），每个段固定为2 MB。一个节（section）由连续的段组成，一个区（zone）由一组节组成。默认情况下，节与区被设置为相同的大小，但用户可以用mkfs轻松修改大小。
F2FS将整个卷划分为六个区域，除了超级块（superblock）以外的所有区都由多个段组成，如下所述。
超级块（Superblock，SB）
超级块位于分区起始处，共有两个副本以避免文件系统损坏。它包含基本的分区信息和一些默认的F2FS参数。
检查点（Checkpoint，CP）
检查点包含文件系统信息，有效NAT/SIT集的位图，孤立inode列表，以及当前活动段的摘要条目。
段信息表（SIT）
段信息表包含主区域块的有效块数量和有效位图。
节点地址表（NAT）
节点信息表主区域节点块的地址表。
段摘要区（SSA）
段摘要区包含的条目包含主区域数据和节点块的所有者信息。
主区域（Main Area）
主区域包含文件和目录数据及其索引（indices）。
为了避免文件系统与闪存之间的对齐错误，F2FS将CP的起始块地址与段大小对齐。它还通过在SSA区域中预留一些段来将“主区”起始块地址与区的大小对齐。

### 元数据结构
F2FS使用检查点方案来维护文件系统的完整性。在挂载时，F2FS首先尝试扫描CP区域来查找最后的有效检查点数据。为了缩短扫描时间，F2FS只使用CP的两个副本。其中一个总是指示最后的有效数据，这被称为影子副本机制。除了CP之外，NAT和SIT也使用影子副本机制。为了保证文件系统的一致性，每个CP指向的NAT和SIT副本都是有效的。

### 索引结构
关键的数据结构是“节点”。与传统的文件结构类似，F2FS有三种类型的节点：inode，直接节点，间接节点。F2FS将4 KB分配给一个inode块，其中包含923个数据块索引（data block indices），两个直接节点指针，两个间接节点指针，以及一个double间接节点指针，如下所述。一个直接节点块包含1018个数据块索引，而间接节点块包含1018个节点块索引。因此，一个inode块（即一个文件）涵盖：
```
4
 
KB × (923 + 2×1018 + 2×1018
2
 + 1018
3
) = 3.94
 
TB
```

注意，所有节点块都经NAT映射，因此每个节点的位置都经NAT转换。为了缓解漫游树问题，F2FS能够切断叶数据写入引起的节点更新传播。